# Centre national et musée Jean-Jaurès
Le Centre national et musée Jean-Jaurès est un établissement municipal de la ville de Castres (Tarn) présentant la vie et l'époque de Jean Jaurès.
Le musée Jaurès, créé en 1954, devient Centre national et musée Jean-Jaurès en 1988. Il se situe dans le centre-ville de Castres.
Il dispose du label musée de France.

## Le musée Jean-Jaurès

### Création du Musée Jaurès au palais de l'Evêché (1959)
En 1954, le musée de Castres, devenu musée Goya sept ans plus tôt, présente pour la première fois, sous l’autorité de son conservateur Gaston Poulain, une exposition à l’occasion du 40e anniversaire de la mort de Jean Jaurès. Photographies, documents de presse, manuscrits et objets divers sont ainsi rassemblés et présentés.
Lancé par le maire de Castres Lucien Coudert, le projet de création d'un musée Jaurès est confié à Gaston Poulain (Montpellier, 1903 – Lamalou-les-Bains, 1973), conservateur des musées de Castres de 1947 à 1969. La même année, le musée Jaurès ouvre dans les murs de l’Hôtel de ville au sein du palais de l'Evêché.
Le 1er mai 1959, est inaugurée une nouvelle exposition à l’occasion du centenaire de la naissance de Jean Jaurès. Sous la présidence de Joseph Paul-Boncour, elle rassemble 1088 pièces, de toutes natures.
Plusieurs d’entre elles prêtés pour l’événement, seront cédées par leurs propriétaires (en particulier Vincent Auriol, ancien président de la IVe République).

### Personnalités visitant le Musée Jaurès depuis les années 1950
Le musée s’agrandit. Il occupe deux, puis trois salles de l’actuel musée Goya. Durant plus de 30 ans, le musée Jean-Jaurès verra la visite de nombreuses grandes figures politiques, syndicalistes, intellectuelles françaises et étrangères dont notamment des présidents de la République (Charles de Gaulle, François Mitterrand), des ministres (Joseph Paul-Boncour), des membres du Parti Socialiste (Guy Mollet, Maurice Pic, Jean-Luc Mélenchon, François Hollande), du Parti Communiste Français (Jacques Duclos, Roger Garaudy), des résistants (Adrienne Bolland), des hauts dignitaires et anciens ministres étrangers (l’archiduc Otto de Habsbourg, Camille Huysmans, Rodolfo Llopis), ainsi que beaucoup d'intellectuels (François Mauriac, Marcel Pagnol, Alain Decaux, Jean Guehenno, Georges Salles, Georges Duhamel, André Lhote, Frédéric Pottecher Haroun Tazieff)...
Après plusieurs années, l’idée s’impose de créer un musée à part entière avec une vocation de recherche scientifique, distinct du musée Goya.

## Le Centre National et Musée Jean-Jaurès (CNMJ)

### Projet de transfert du Musée Jaurès vers un autre site...
En 1981, l’arrivée au pouvoir de François Mitterrand incite la municipalité castraise, alors rassemblée autour du député-maire de Castres Jean-Pierre Gabarrou, à créer un musée Jean-Jaurès à part entière, distinct du musée Goya. L’objectif est de disposer d’un établissement multifonctionnel : exposition permanente, temporaire et centre de recherche.
Le 25 janvier 1983, se constitue à l’hôtel de ville « une association pour l’étude et la réalisation du Centre national Jean-Jaurès (…) dans le but de contribuer par tous les moyens à la connaissance de la personne, de l’action et de l’œuvre de Jean Jaurès, afin d’en assurer la pérennité et le rayonnement », sous la présidence de Madeleine Rebérioux, alors présidente de la Société d’études jaurésiennes (SEJ), assistée de Rolande Trempé. Les deux universitaires en conçoivent la muséographie. Plusieurs historiens et professionnels de la Culture participent aux réflexions, notamment : Jean Faury, Rémy Pech, Rémy Cazals, Jean-Louis Augé (conservateur des musées Goya et Jaurès), Alain Levy (Conservateur de la bibliothèque municipale), Gaston Louis-Marchal (président de la Société culturelle du Pays castrais). 
Les travaux scientifiques dureront cinq ans.
Le 8 juin 1983, le choix du site se porte sur l’immeuble dit « Delga », place Pélisson.

### Inauguration du Centre National et Musée Jean Jaurès (1988)
Le 13 février 1988, le Centre ouvre ses portes. Le 16 novembre, le président de la République François Mitterrand l’inaugure en présence du député-maire de Castres Jean-Pierre Gabarrou.

### Organisation du parcours muséographique

#### Accueil, boutique et salle d'expositions temporaires (rez-de-chaussée)
Réparti sur 4 niveaux, le CNMJJ présente au rez-de-chaussée un espace d’exposition temporaire, un accueil avec un espace boutique avec des ouvrages, bandes dessinées, cartes postales sur le tribun et aussi des produits dérivés (médailles, porte-clés à l'effigie de Jean Jaurès). Puis au premier étage, il y a les collections permanentes. Au premier étage, on distingue deux salles.

#### Premier étage consacré à la vie de Jaurès

##### Repères biographiques sur Jean Jaurès (salle 1)
Cette salle traite de manière chronologique la vie Jean Jaurès à l'aide d'une série de panneaux  relatant son enfance à Castres, ses études à l'École Nationale Supérieure à Paris, son travail de journaliste puis son engagement politique à Toulouse, Carmaux et Albi et ses différents combats contre le colonialisme, les injustices, la guerre.

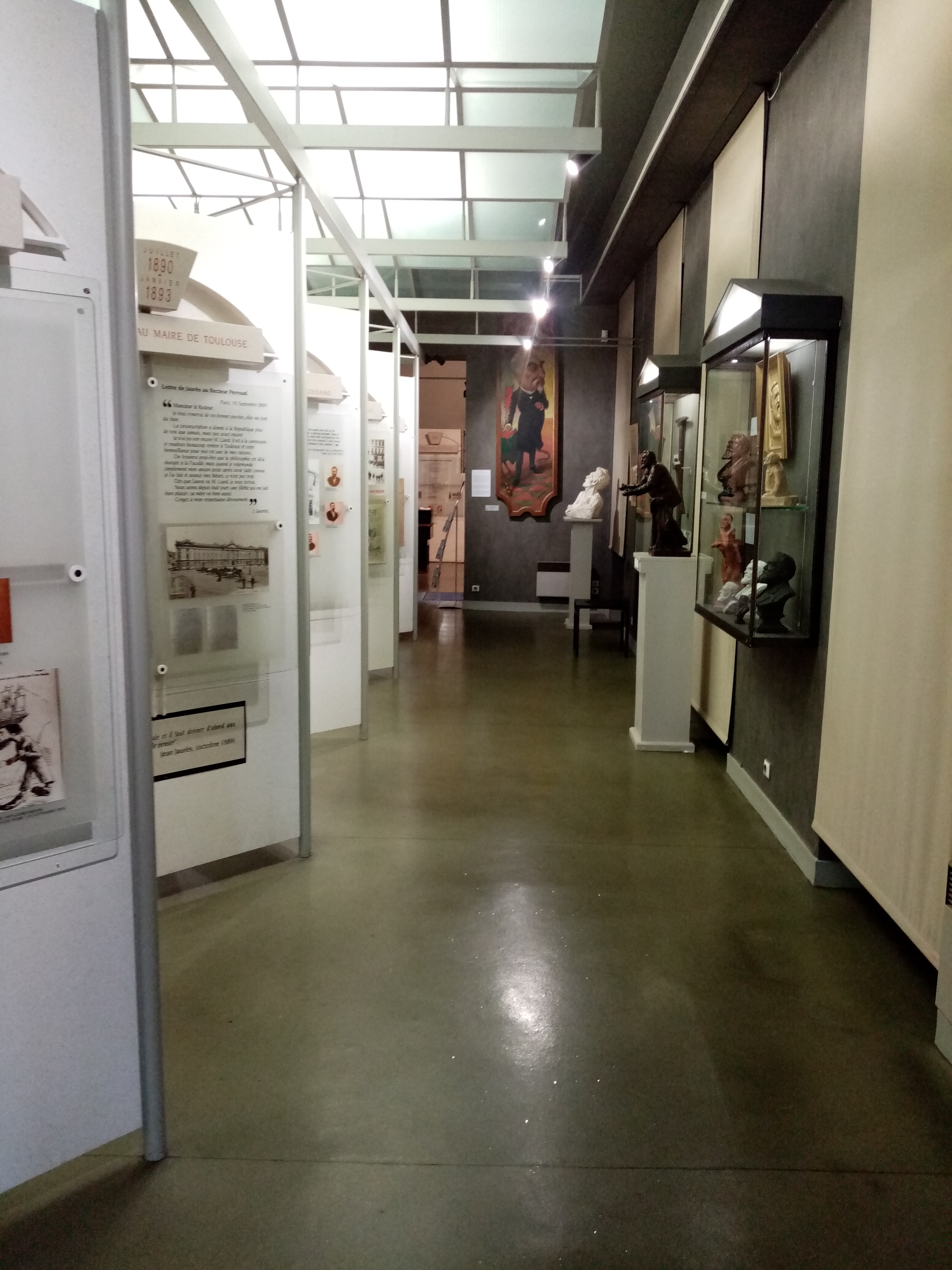
Panneaux relatant les débuts de l'engagement politique et social de Jean Jaurès.

Il y a notamment des tableaux, des bustes et aussi des pièces rares telles qu'un chapeau et des chaussures de Jean Jaurès.

##### Essor du socialisme et de la SFIO en France (salle 2)
Dans la seconde partie, on découvre le succès grandissant de la SFIO au début du XIXe siècle en France grâce à de nombreuses victoires aux élections législatives et de l'essor de la diffusion de la presse de gauche dans le pays.

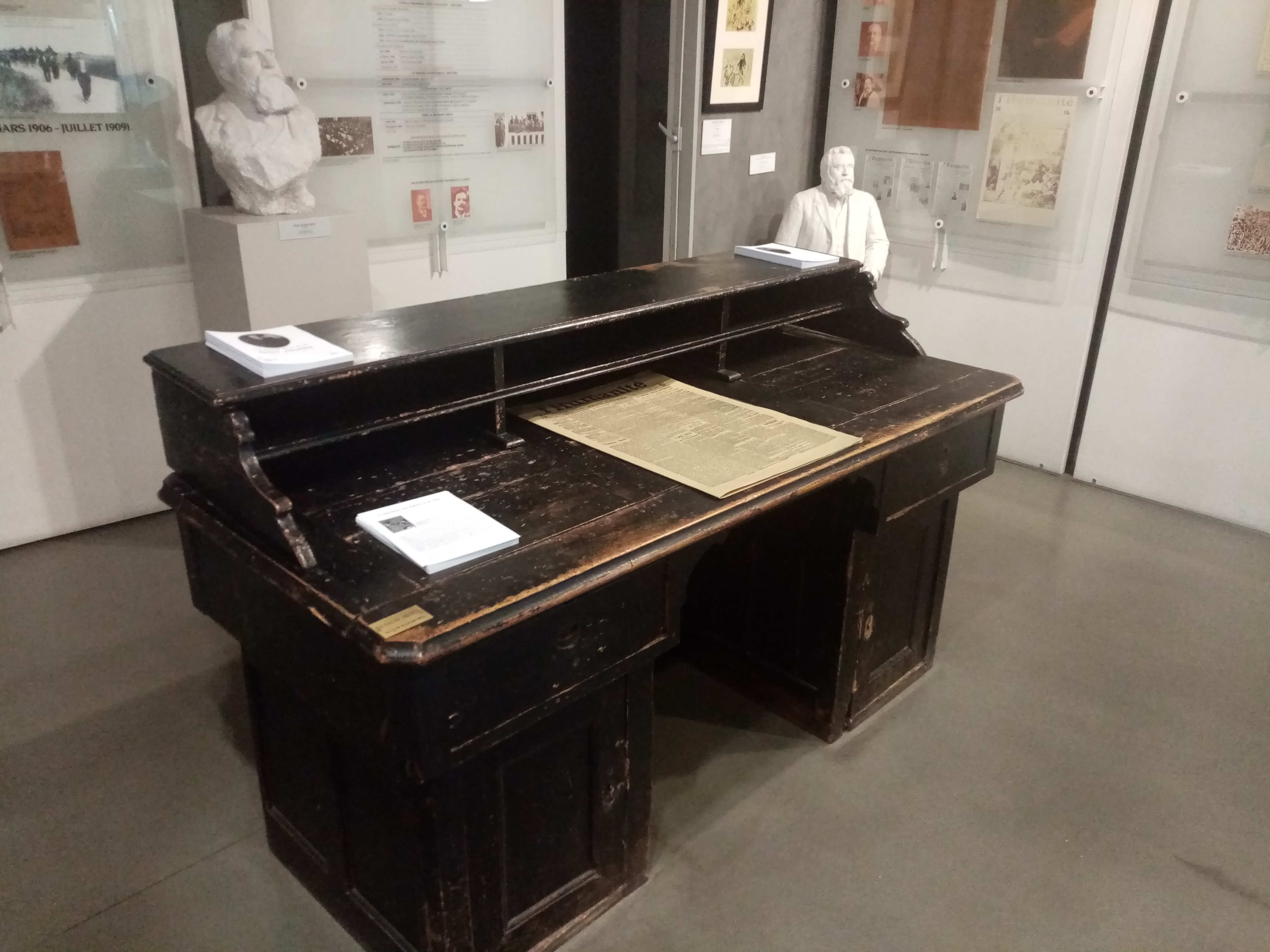
Bureau de Jean Jaurès avec dessus la une du journal l'Humanité.
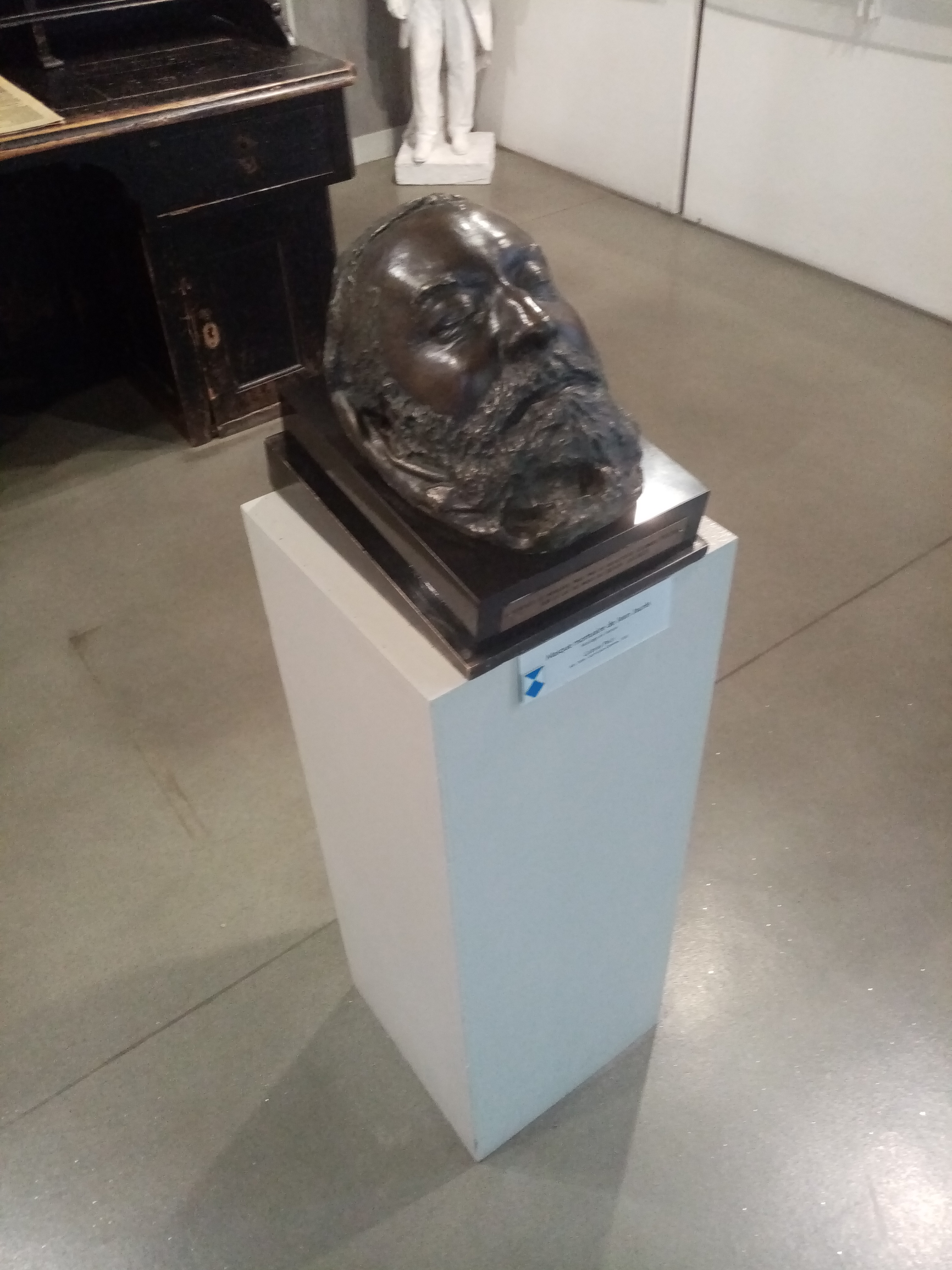
Masque mortuaire de Jean Jaurès assassiné à Paris en 1914.
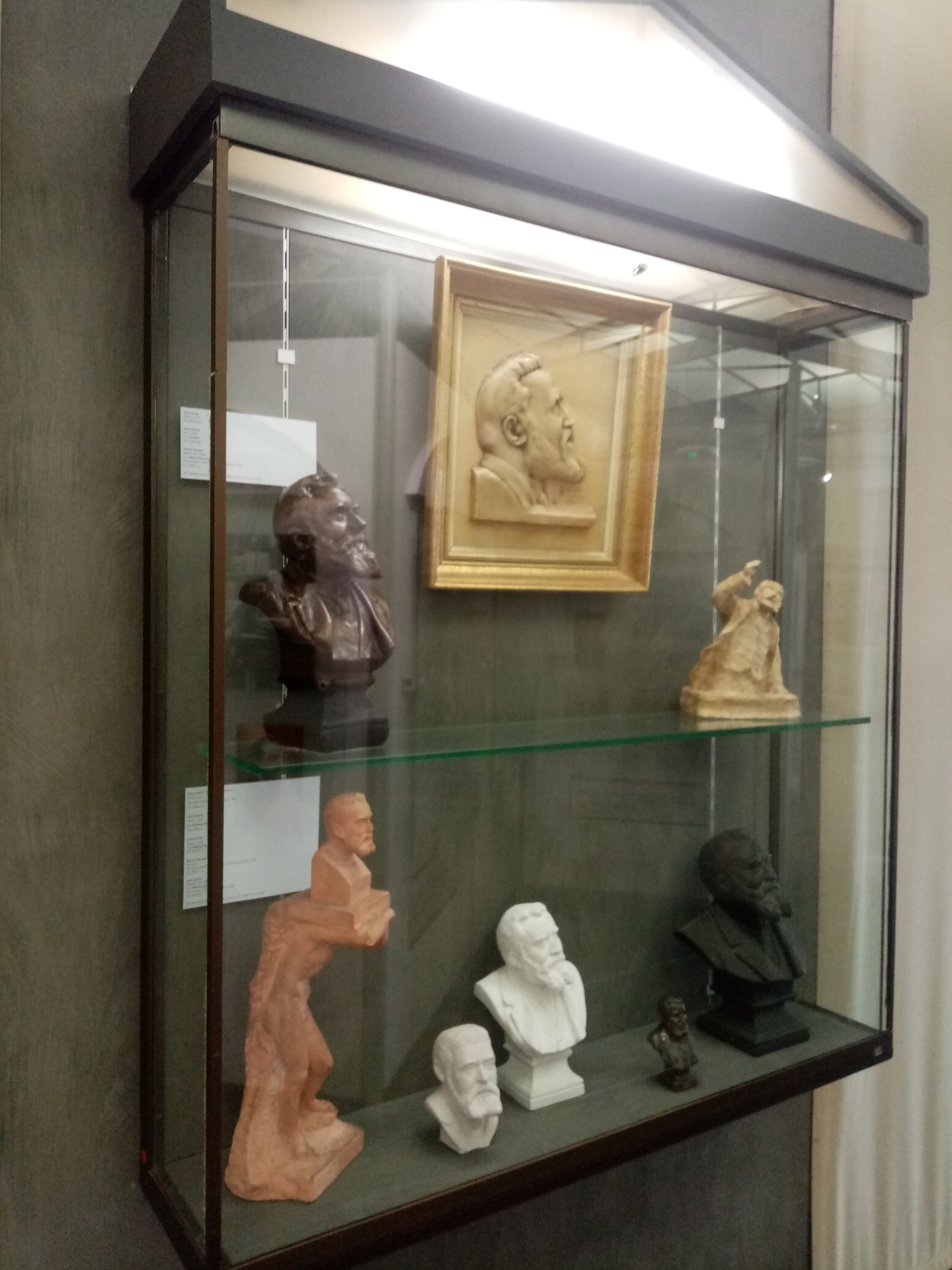
Vitrine. Bustes du tribun Jean Jaurès.

#### Salle de conférence et archives
La salle de conférence d’une capacité de 50 places se trouve au second étage. Enfin au dernier étage, se trouvent les archives et sources avec également une salle de consultation destinée aux chercheurs, aux étudiants, aux stagiaires, etc.

### Activités pédagogiques
Le Musée Jaurès propose des ateliers pour les enfants comme de la calligraphie, des visites guidées, des jeux avec des questionnaires, des mots croisés sur la vie de Jean Jaurès, etc.

### Expositions temporaires sur Jaurès et son époque

#### Expositions temporaires riches et diverses sous la direction de Alain Boscus (1987-2003), Sylvie Abba (2003-2008), Hugues Vial (2008-2016) et Jean-Baptiste Alba (2016-2022)
Les expositions temporaires ont lieu au rez-de-chaussée. Elles s'organisent autour de Jaurès à l’affiche, Jaurès en carte postale puis des personnes engagées (Jules-Louis Puech, Francisco Ferrer…). Le musée met également en valeur des artistes locaux (Maurice Garrigues, Georges Crouzat, Gaston-Louis Marchal, Alex Tomaszyk, Jean Segalat…). Des conférences et débats accueillent Max Gallo, Maurice Agulhon, Jean-Jacques Becker, Gerd Krumeich…
En 2008, la nouvelle politique culturelle de l’établissement propose 4 expositions par an autour de 4 thématiques : jeunesse, histoire, caricature, art local.
| Exposition temporaires au Musée Jean Jaurès (1988-2023)          | Périodes                    |
| ---------------------------------------------------------------- | --------------------------- |
| "L'histoire du CO, plus d'un siècle de rugby à Castres"          | Juin à Novembre 2018        |
| "Le textile à Castres, d'Anne Veaute à nos jours"                | Juin à Novembre 2019        |
| "L'affaire Sirven, une famille de Castres défendue par Voltaire" | Juin à Septembre 2022       |
| "De Napoléon à Toutânkhamon, plus d’un siècle d’égyptologie"     | Septembre 2022 à Avril 2023 |

#### Expositions temporaires sous l'égide la nouvelle directrice Joëlle Arches (depuis 2022)
En 2024, l'exposition temporaire Jaurès intime évoque la vie de Jean Jaurès, son enfance à Castres et dans le Tarn à travers des correspondances privées, des lettres, de nombreuses photographies de sa maison natale, de la ferme familiale, de sa famille en vacances dans le Tarn.
Puis en 2025, l'exposition Notre-Dame de Paris au siècle de Jaurès, à travers des photographies, des documents et des archives relate l'histoire de cet édifice du XIXe siècle à nos jours, la relation entre Jaurès et la religion, Jaurès et cet édifice qu'il côtoya à Paris, et également des outils de travail du verre. En effet, la cathédrale a été restaurée et réouverte le 8 décembre 2024 à la suite d'un incendie qui brûla la charpente millénaire cinq ans auparavant...
| Exposition temporaires au Musée Jean Jaurès (depuis 2024) | Périodes                |
| --------------------------------------------------------- | ----------------------- |
| "Jaurès intime"                                           | Février à Décembre 2024 |
| "Notre-Dame de Paris au siècle de Jaurès"                 | Février à Décembre 2025 |
| "Jean Jaurès et la colonisation"                          | Février à Décembre 2026 |

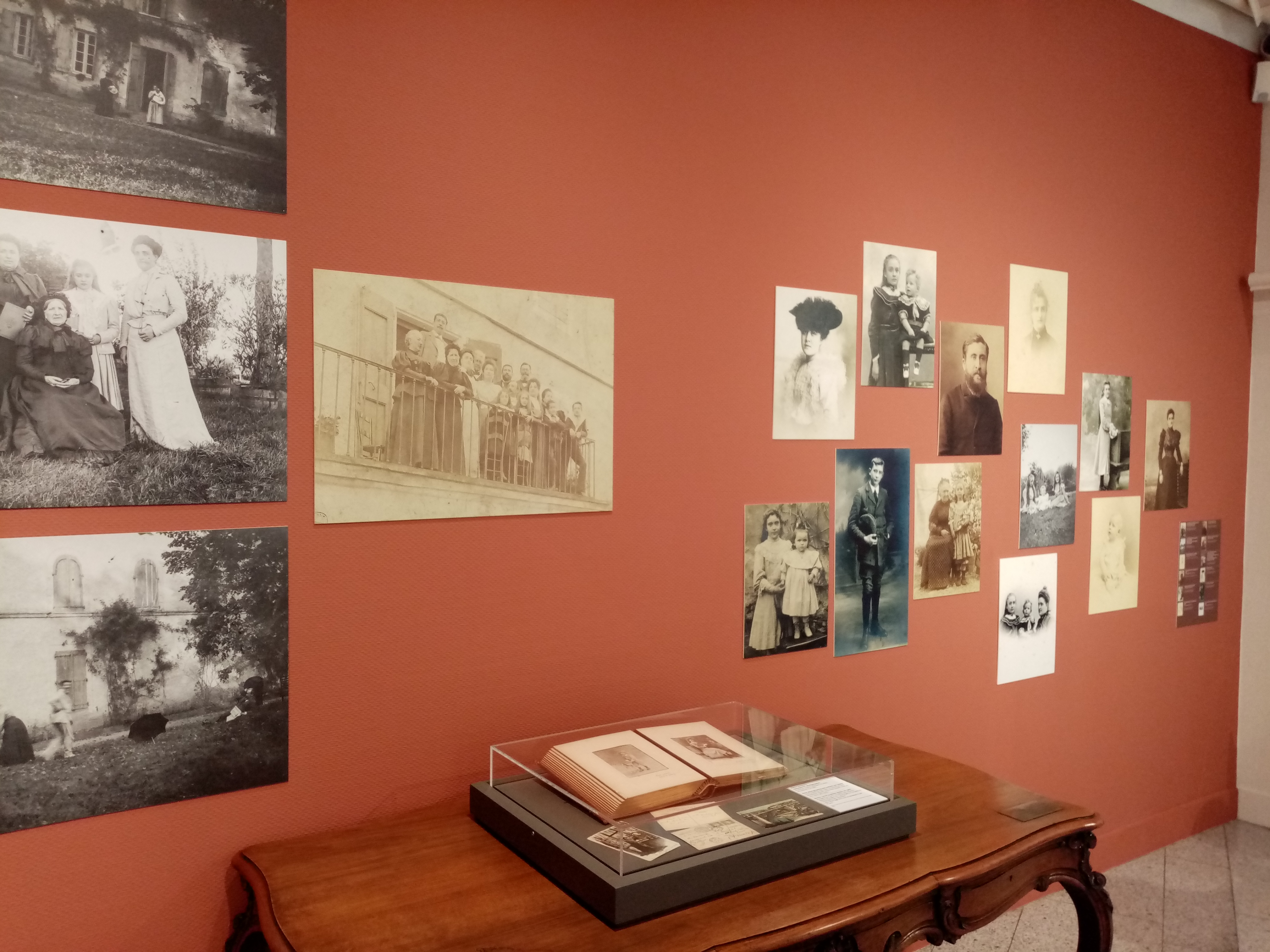
Photographies de la famille de Jean Jaurès, à la campagne, lors de l'exposition "Jaurès intime" en mars 2024.
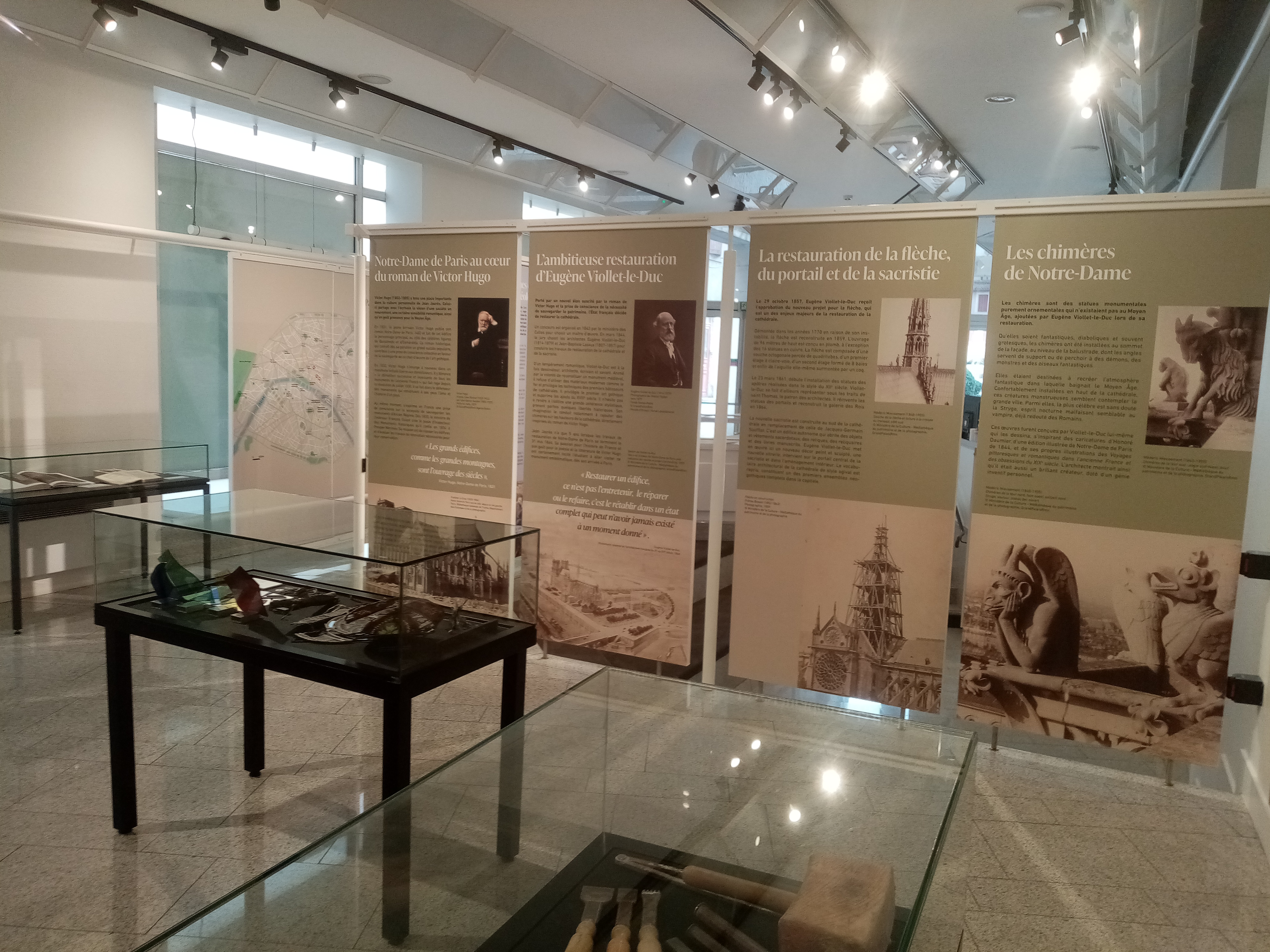
Panneaux sur la Cathédrale Notre-Dame lors de l'exposition "Notre-Dame de Paris au siècle de Jaurès" en mars 2025.
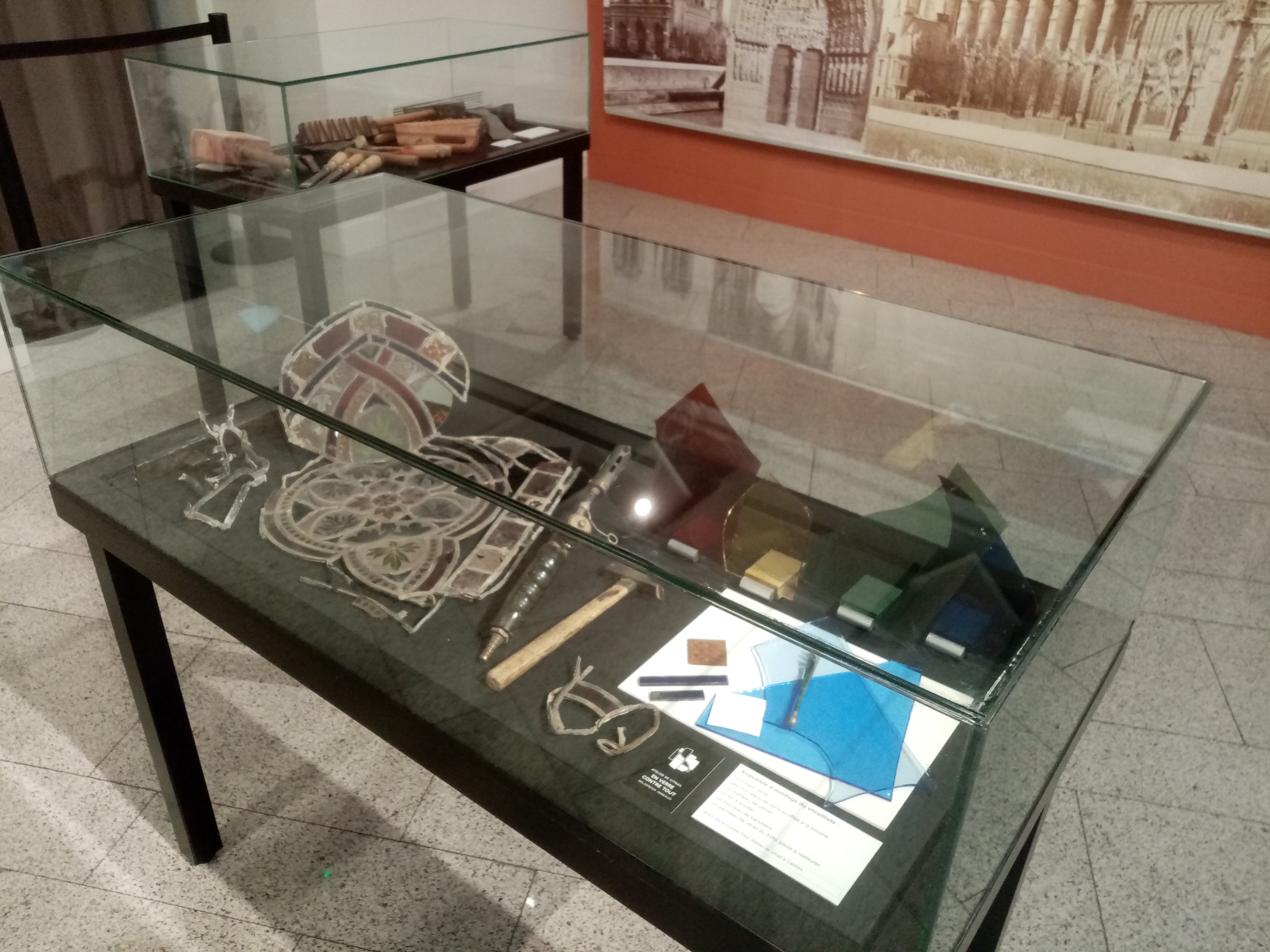
Vitrine présentant des outils et matériaux d'artisans travaillant les vitraux.
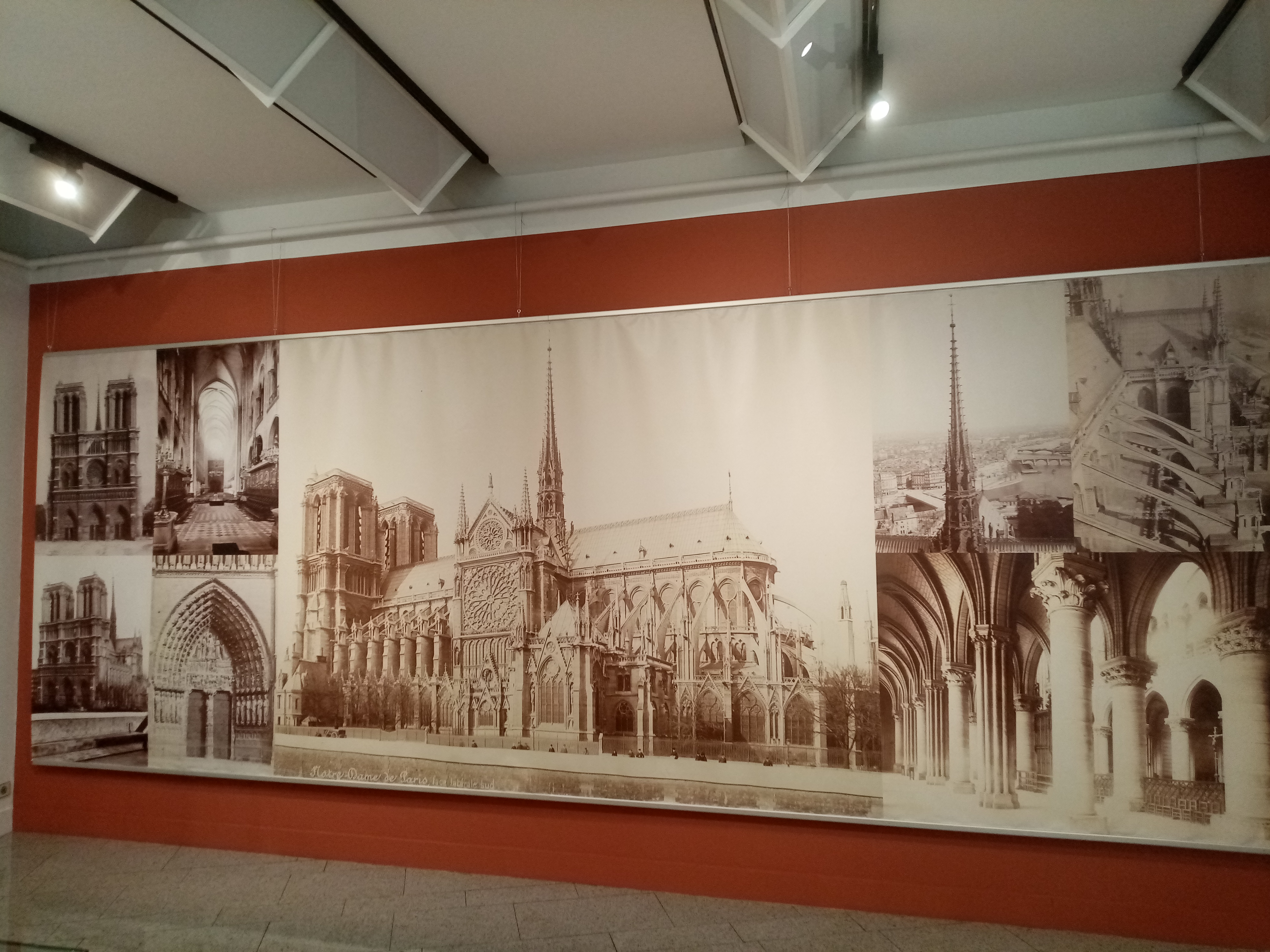
Panorama d'anciennes photographies sur les différentes façades de Notre-Dame de Paris au XIXe siècle.

### Hausse globale de la fréquentation depuis les années 2000
Le musée connaît une hausse de sa fréquentation, de 9 000 visiteurs (2008) à 12 000 (2010). Des expositions telles que L’École au temps de Jaurès (2009), Le Canard enchaîné (2012), L'Affiche en guerre (2014), Vie de Poilu (2015), Emmanuel de Las Cases (2017) et L'histoire du Castres Olympique, plus d'un siècle de rugby à Castres (2018) connaissent un vif succès.

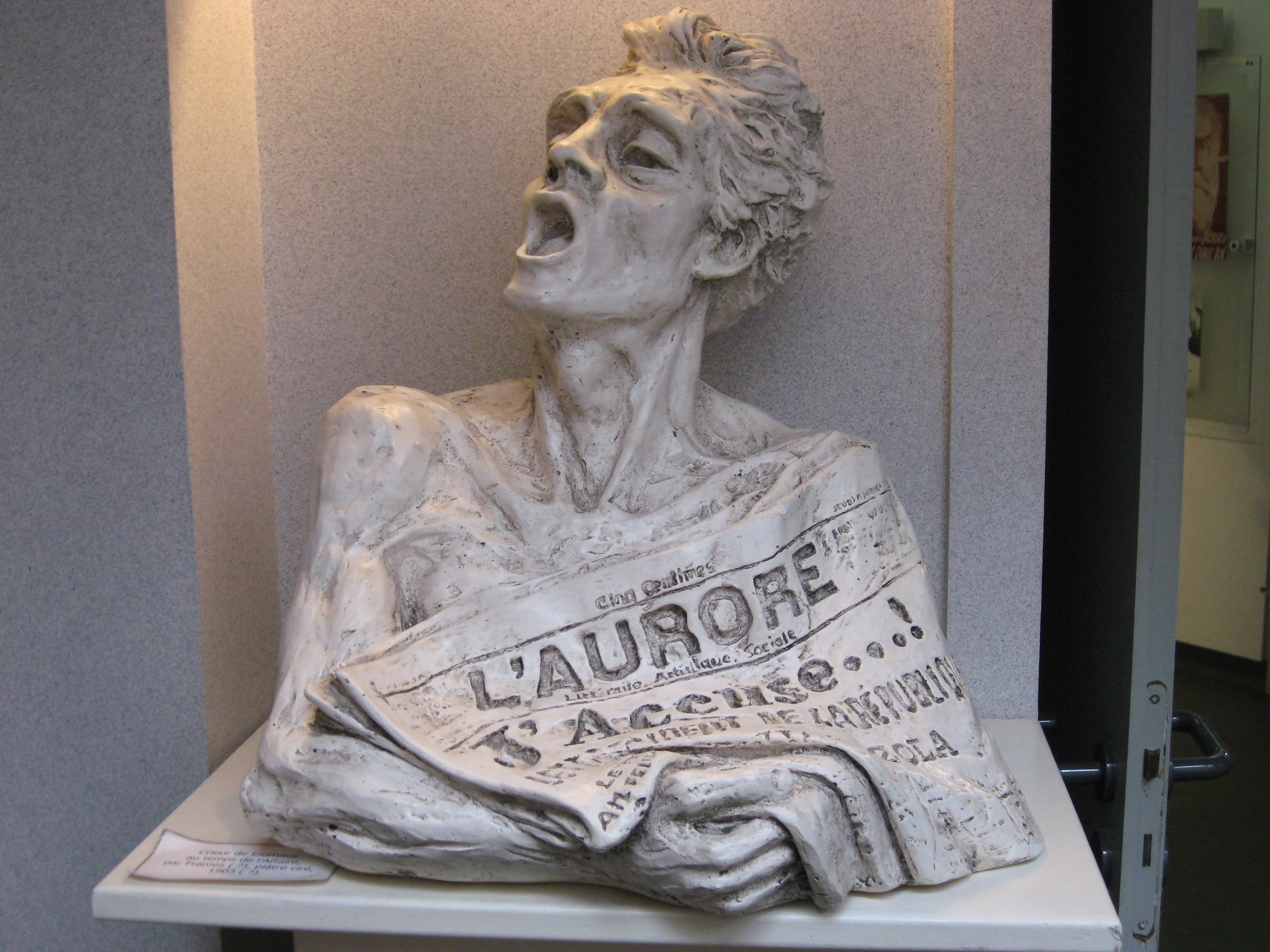
Salle du musée Jean-Jaurès, Jean Jaurès et la presse.

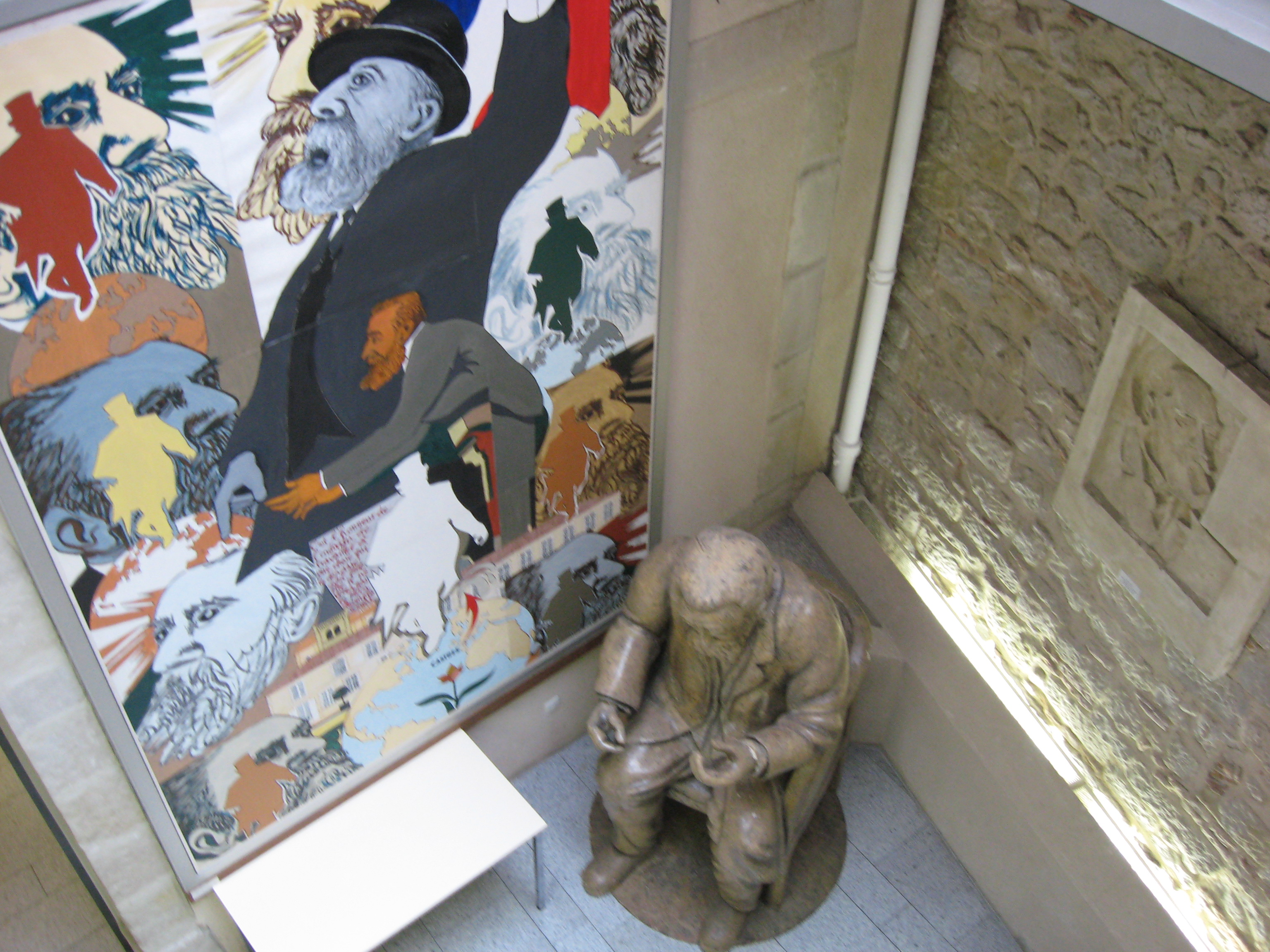
Œuvres artistiques honorant la mémoire du tribun socialiste.

En 2009, la Ville organise le 150e anniversaire de la naissance de Jean Jaurès. Commémoration, expositions et colloque Jaurès, enfant de Castres, sous la présidence de Jean-Pierre Rioux sont organisés. Le Conseil municipal tient symboliquement une séance extraordinaire sur la place éponyme, pour lire des délibérations des années 1860-1870.
En novembre 2013, il propose une exposition intitulée Jean Jaurès, le pacifique, présentant de nombreuses pièces peu connues du public. Vient ensuite un colloque Jaurès, pacifique et pacifiste ? sous la présidence de Jean-Jacques Becker, première manifestation du calendrier des commémorations du centenaire de la Première Guerre mondiale.
2014 marque l’année du centenaire de l’assassinat de Jean Jaurès. De nombreuses commémorations et manifestations sont organisées dans toute la France. Le CNMJJ y participe par le prêt d’œuvres et la mise à disposition de nombreuses iconographies.
| Année | Entrées gratuites | Entrées payantes | Total  |
| ----- | ----------------- | ---------------- | ------ |
| 2001  | 8 345             | 1 869            | 10 214 |
| 2002  | 8 496             | 1 366            | 9 862  |
| 2003  | 8 427             | 1 237            | 9 664  |
| 2004  | 6 650             | 1 458            | 8 108  |
| 2005  | 6 535             | 1 380            | 7 915  |
| 2006  | 7347              | 1 340            | 8 687  |
| 2007  | 7 811             | 1 646            | 9 457  |
| 2008  | 10 160            | 1 437            | 11 597 |
| 2009  | 10 986            | 1 577            | 12 563 |
| 2010  | 10940             | 2 935            | 13 875 |
| 2011  | 11543             | 2 988            | 14 441 |
| 2012  | 10 842            | 2 970            | 13 812 |
| 2013  | 8 962             | 2 797            | 11 759 |
| 2014  | 9 400             | 3 897            | 13 297 |
| 2015  | 9 886             | 2 480            | 12 366 |
| 2016  | 4 931             | 2358             | 7 289  |
| 2017  | 6 890             | 2665             | 9 555  |
| 2018  | 12 677            | 2550             | 15 227 |
| 2019  | 6 974             | 2 102            | 9 076  |
| 2020  | 2 687             | 1 670            | 4 357  |
| 2021  | 3 920             | 2 157            | 6 077  |

### Partenariats nationaux
Soutenant les différents événements autour de Jean Jaurès, il s’associe à près d’une centaine de partenaires pour la réalisation d’expositions (l’Assemblée nationale, le Panthéon, les Archives départementales du Tarn…), le prêt d’expositions itinérantes dans toute la France, l’édition de dossiers de presse (L’Histoire, Le Monde, L’Humanité, Télérama), des publications d’ouvrages (éditions Autrement, de Borée, Grand Sud, éditions Privat) et des documentaires audiovisuels (France Culture, France Inter, France 5, Arte).
Les derniers colloques, réunissant historiens et chercheurs, du CNMJJ ont porté notamment sur :
- "Jaurès et l'affaire Dreyfus, histoire d'un engagement", sous la présidence de Vincent Duclert (2018),
- "Jaurès et le procès Villain", sous la présidence de Jacqueline Lalouette (2019),
- "Jaurès et de Gaulle", sous la présidence de Gilles Candar (2021),
- "Panthéonisation de Jean Jaurès"[5], sous la présidence de Gilles Candar (2024)
- "Jean Jaurès et la religion", par Alain Lévy (2025)

## Sources
1. ↑  « Une exposition lève le voile sur Jaurès intime. », sur la dépêche.fr (consulté le 8 janvier 2025).
2. ↑  « Notre-Dame de Paris au siècle de Jaurès, une exposition à ne pas rater. », sur la dépêche.fr (consulté le 15 février 2025).
3. ↑  « Notre-Dame de Paris au siècle de Jean Jaurès. », sur la dépêche.fr (consulté le 14 février 2025).
4. ↑  « Fréquentation des Musées de France », sur data.culture.gouv.fr (consulté le 29 mai 2025)
5. ↑  « Sur les traces de Jaurès, le tribun à l'honneur. », sur la dépêche.fr (consulté le 19 janvier 2025).

- Jean-Baptiste Alba, « Jean Jaurès au cœur de sa ville » in Bulletin de l’association des Amis des musées de Castres, janvier-juin 2020, n°49
- Jean-Baptiste Alba, « Le Centre national et musée Jean-Jaurès » in Revue du Tarn, n°253, printemps 2019, p. 133-150
- Jean-Baptiste Alba, « Jean Jaurès en son musée », in Le Billet de la Société culturelle du Pays castrais, 24e année – n°7, novembre 2014, p. 1-4
- Jean-Louis Augé, « Le musée Jaurès », in Castres et les Castrais, éd. Grand Sud, Albi, 2007, p. 108
- Gaston-Louis Marchal, « Le centre national et musée Jean Jaurès à Castres », in Revue du Tarn, n°132, janv.-mars 1989, p. 737-741
- Gaston-Louis Marchal, « Et le Centre national et musée Jean-Jaurès fut ! », in Bulletin de la Société d’études jaurésiennes, n°11, oct.-déc. 1988, p. 3-5
- Ville de Castres, « Dossier Centre national et musée Jean Jaurès... », in Castres d'abord !, n°68, fév. 1988, p. 6-7
- Ville de Castres, « Le Centre national et musée Jean Jaurès », in Images de la vie culturelle à Castres, n°3, fév.-mai 1986, p. 3-5